# Aquidauana (kommun)
Aquidauana är en kommun i Brasilien.   Den ligger i delstaten Mato Grosso do Sul, i den södra delen av landet, 1 000 km sydväst om huvudstaden Brasília. Antalet invånare är 45 623. Arean är 16 958 kvadratkilometer.
Terrängen i Aquidauana är kuperad åt sydost, men åt nordväst är den platt.
Följande samhällen finns i Aquidauana:
- Aquidauana

Omgivningarna runt Aquidauana är huvudsakligen savann. Runt Aquidauana är det mycket glesbefolkat, med 7 invånare per kvadratkilometer.